# Malcolm Arthur Smith
Malcolm Arthur Smith (1875, New Malden, Surrey – 1958, Ascot) fue un herpetólogo y médico, trabajando en la Península malaya.

## Biografía
Se interesó en reptiles y anfibios a una edad temprana. En 1898, completó un grado en medicina y cirugía en Londres, y viajó al entonces Reino de Siam (hoy Tailandia) como doctor en la Embajada británica en Bangkok.

## Obra
Se convirtió en el médico en la corte real de Siam y también un cercano confidente y facultativo de la familia real. Publicó sus observaciones en reptiles y anfibios durante su estadía allí; y, tuvo correspondencia regular con Boulenger en el Museo de Historia Natural, Londres. Se retiró en 1925 para continuar sus estudios en el Museo en Londres. 
Fue fundador y presidente de la Sociedad Británica de Herpetología que operaba dentro de la Sociedad Linneana de Londres.

## Legado
Malcolm Smith es conmemorado en los nombres científicos de seis especies de reptiles: Cyrtodactylus malcolmsmithi, Dibamus smithi, Enhydris smithi, Fimbrios smithi, Trimeresurus malcolmi, y Typhlops malcolmi.

## Algunas publicaciones
- 1926. Monograph of the Sea-snakes.

- 1947. A Physician at the Court of Siam

- 1931–1943. The Fauna of British India, Including Ceylon and Burma. 3 v. sobre Reptiles & Amphibians.

- 1951. The British Amphibians and Reptiles.

## Abreviatura (zoología)
La abreviatura M.A. Smith  se emplea para indicar a Malcolm Arthur Smith como autoridad en la descripción y taxonomía en zoología.